# Maggie Goodlander
Margaret Vivian Goodlander, detta Maggie (Nashua, 4 novembre 1986), è una politica statunitense, membro della Camera dei Rappresentanti per lo stato del New Hampshire dal 2025.

## Biografia

### Famiglia e formazione
Nata e cresciuta a Nashua, Maggie Goodlander proviene da una famiglia politicamente attiva nel New Hampshire: suo nonno materno, Samuel Tamposi, era un imprenditore immobiliare e attivista repubblicano, che possedeva parte dei Boston Red Sox; sua madre, Elizabeth "Betty" Tamposi, fu membro repubblicano della Camera dei rappresentanti del New Hampshire e fu nominata assistente del Segretario di Stato per gli Affari Consolari dal Presidente George H. W. Bush. Nel 1988, Betty Tamposi si era candidata al Congresso ma aveva perso le primarie repubblicane subendo attacchi sessisti dagli avversari, che in campagna elettorale l'avevano bollata come inadatta a rivestire il ruolo poiché madre di due bambine piccole. L'allora senatore repubblicano Gordon J. Humphrey aveva affermato "È ovvio che non si può lavorare 12 o 14 ore al giorno al Congresso e avere tempo per un figlio" aggiungendo "Per la madre, che nella nostra società è la principale badante, lavorare 10-12 ore al giorno rende impossibile dare il nutrimento di cui il bambino avrebbe bisogno".
Maggie Goodlander studiò storia e si laureò in giurisprudenza a Yale nel 2016; fu impegnata come ricercatrice in Libano, Egitto, Siria e Libia.

### Servizio pubblico

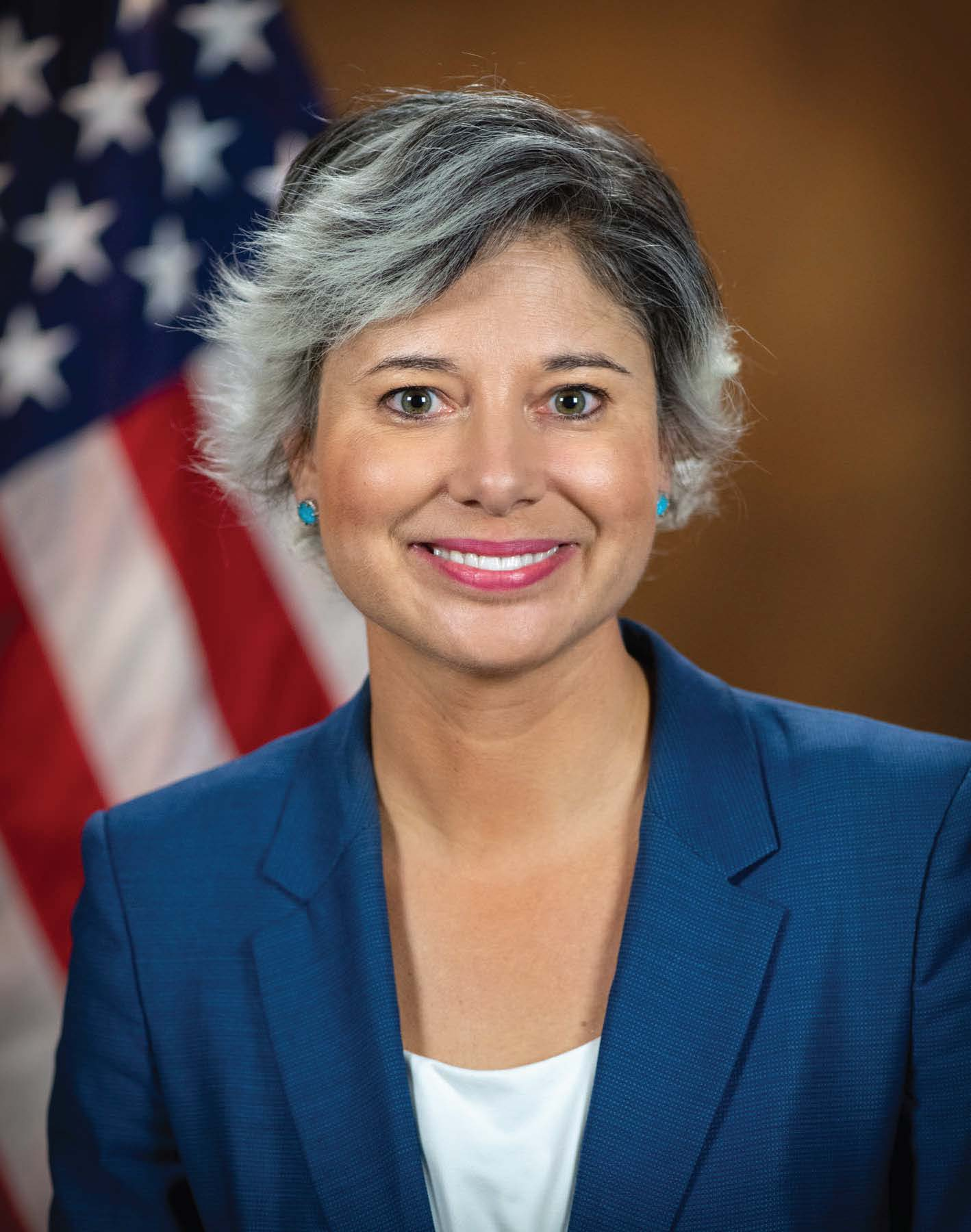
Ritratto di Maggie Goodlander al Dipartimento di Giustizia

Dopo la laurea, Maggie Goodlander trovò impiego come consulente per la politica estera negli uffici dei senatori Joe Lieberman e John McCain. Prestò servizio anche come ufficiale dell'intelligence nelle riserve della marina degli Stati Uniti per undici anni, raggiungendo il grado di tenente.
Fu impiegata inoltre come assistente legale di Merrick Garland, all'epoca giudice della Corte d'appello degli Stati Uniti per il circuito del Distretto di Columbia, nonché del giudice della Corte Suprema Stephen Breyer. Nel 2019 lavorò come associata presso lo studio legale Skadden.
Maggie Goodlander fu consulente della commissione giustizia durante il primo impeachment di Donald Trump e in questa veste fu co-autrice di un rapporto di 55 pagine in cui descrisse i motivi costituzionali a favore dell'impeachment di Trump. Dopo l'assoluzione di Trump da parte del Senato nel febbraio del 2020, intraprese una collaborazione come consulente per Co-Equal, un'organizzazione attivista che sostiene l'aumento dei finanziamenti e del sostegno del Congresso alle agenzie federali che forniscono ricerca e consulenza politica ai deputati.
Ottenne inoltre incarichi di docenza di diritto costituzionale presso l'Università del New Hampshire e il Dartmouth College tra il 2019 e il 2021. Fu membro dei consigli di amministrazione della New Hampshire Women's Foundation, del New Hampshire Legal Assistance, del World Affairs Council del New Hampshire e del Rudman Center Advisory Board.
A gennaio del 2021, Maggie Goodlander venne assunta dal Dipartimento di Giustizia degli Stati Uniti come consigliere di Merrick Garland, che era stato nomoinato Procuratore generale da Joe Biden; tra il 2022 e il 2024 ricoprì il ruolo di vice assistente del procuratore generale, supervisionando il lavoro della divisione antitrust del Dipartimento di Giustizia. Dopo aver lasciato l'incarico, fu impiegata come consulente senior della Casa Bianca, collaborando a stretto contatto con il Presidente Biden.

### Carriera politica
Il 9 maggio del 2024, Maggie Goodlander rese nota la sua candidatura alle elezioni parlamentari per la Camera dei Rappresentanti, come esponente del Partito Democratico. Il seggio era stato reso vacante dalla deputata Annie Kuster, che aveva annunciato il proprio pensionamento dopo sei mandati. Nelle primarie, affrontò e sconfisse l'ex consigliere esecutivo Colin Van Ostern, che era stato appoggiato dalla deputata uscente, mentre lei aveva ottenuto l'endorsement di Hillary Clinton; Goodlander ottenne il 63,8% dei voti contro il 36,2% di Van Ostern. Le primarie si caratterizzarono per essere particolarmente tese e combattute: Van Ostern aveva accusato la contendente di non essersi espressa sufficientemente a favore del diritto all'aborto e mandò in onda uno spot televisivo in cui Annie Kuster sosteneva che Maggie Goodlander avesse donato "migliaia di dollari ai repubblicani pro-life"; la presa di posizione irritò i vertici democratici, che accusarono la deputata Kuster di aver agito a favore dei repubblicani creando tensioni interne al partito e inoltre Kuster decise di dimettersi da un gruppo pro-aborto da lei fondato che aveva appoggiato ufficialmente Maggie Goodlander. Per mostrare il suo sostegno incondizionato al diritto all'aborto, Maggie Goodlander rivelò un episodio personale della sua vita privata risalente all'anno precedente, quando aveva partorito un figlio morto all'interno della vasca da bagno di un hotel poiché l'intervento per rimuovere il feto malformato non era stato effettuato in tempo a causa dell'indisponibilità dei medici che dovevano praticare aborti su pazienti provenienti da luoghi in cui la pratica non era legale.
Nelle elezioni generali, Maggie Goodlander affrontò la candidata repubblicana Lily Tang Williams, che si era candidata per il seggio altre due volte. Anche questa campagna elettorale si contraddistinse per i toni aspri: i temi fondamentali furono l'aborto, le politiche sanitarie e l'economia e la strategia adottata dai democratici fu quella di sfruttare la campagna per valutare quanto toni e messaggi populisti potessero aiutarli a vincere in distretti congressuali in bilico. Goodlander criticò le politiche fiscali di Trump affermando di vivere in una casa in affitto, ma il New York Times la smentì, rivelando che la donna era proprietaria di una grossa villa a Portsmouth; l'avversaria sfruttò la questione per accusarla di ipocrisia e dipingerla come una milionaria lontana dai problemi della povera gente, che lei invece comprendeva poiché non aveva denaro a sufficienza per la campagna elettorale, anch'esso fatto smentito dalla stampa. Lily Tang Williams attaccò inoltre la rivale sostenendo che suo marito, membro dell'amministrazione Biden, fosse un sostenitore delle guerre e "un incompetente" che "dovrebbe essere licenziato". Al termine della sfida, Maggie Goodlander prevalse su Lily Tang Williams con il risultato di 52,9% a 47,1% e divenne deputata, occupando il seggio che trentasei anni prima non era riuscita ad ottenere sua madre.

### Vita privata
Maggie Goodlander è sposata con Jake Sullivan, consigliere per la sicurezza nazionale nell'amministrazione presidenziale di Joe Biden. I due si incontrarono in occasione della Conferenza di Monaco sulla sicurezza, quando lei lavorava per il senatore Lieberman e lui svolgeva il ruolo di consigliere dell'allora segretario di Stato Hillary Clinton. Si sposarono a giugno del 2015 a New Haven, nel Connecticut.